# Chambre de commerce et d'industrie de l'Ardèche
 (mars 2015).
La chambre de commerce et d'industrie de l'Ardèche (dite CCI Ardèche) est la CCI du département de l'Ardèche, installée après les élections consulaires de 2011.
Son siège social est à Privas, abrité dans l'Espace Entreprises Centre Ardèche, mais ses équipes sont réparties sur les sites de ses 2 délégations d' Annonay et à Aubenas (sites des précédentes CCI Nord-Ardèche et Ardèche Méridionale).
Elle fait partie de la chambre de commerce et d'industrie Régionale Auvergne-Rhône-Alpes.

## Missions
En tant qu'organisme consulaire, elle est un organisme chargé de représenter les intérêts des entreprises commerciales, industrielles et de service du département de l'Ardèche et de leur apporter certains services. C'est un établissement public qui gère en outre des équipements au profit de ces entreprises.
Comme toutes les CCI, elle est placée sous la tutelle du préfet du région représentant le ministère chargé de l'industrie et le ministère chargé des PME, du Commerce et de l'Artisanat.

### Service aux entreprises
- Centre de formalités des entreprises
- Assistance technique au commerce
- Assistance technique à l'industrie
- Assistance technique aux entreprises de service
- Point A (apprentissage)

### Centres de formation
- Centre de formation d'apprentis de Lanas
- Centre de formation consulaire

## Historique
- 25 aout 2009 : décret no 2009-1018 de fusion de la chambre de commerce et d'industrie Nord-Ardèche  avec la chambre de commerce et d'industrie Ardèche Méridionale pour former la chambre de commerce et d'industrie de l'Ardèche.
- 2010 ou 2011 : installation de la nouvelle chambre.
- 2016 : à la suite des élections consulaires, Jean-Paul Poulet est réélu président de la CCI Ardèche[1]
- 2021 : la délégation d'Annonay déménage à Davézieux[2]
- novembre 2021 : à la suite des élections consulaires, Marc Souteyrand devient président de la CCI Ardèche[3]

## Pour approfondir